# Куклін Олег Володимирович

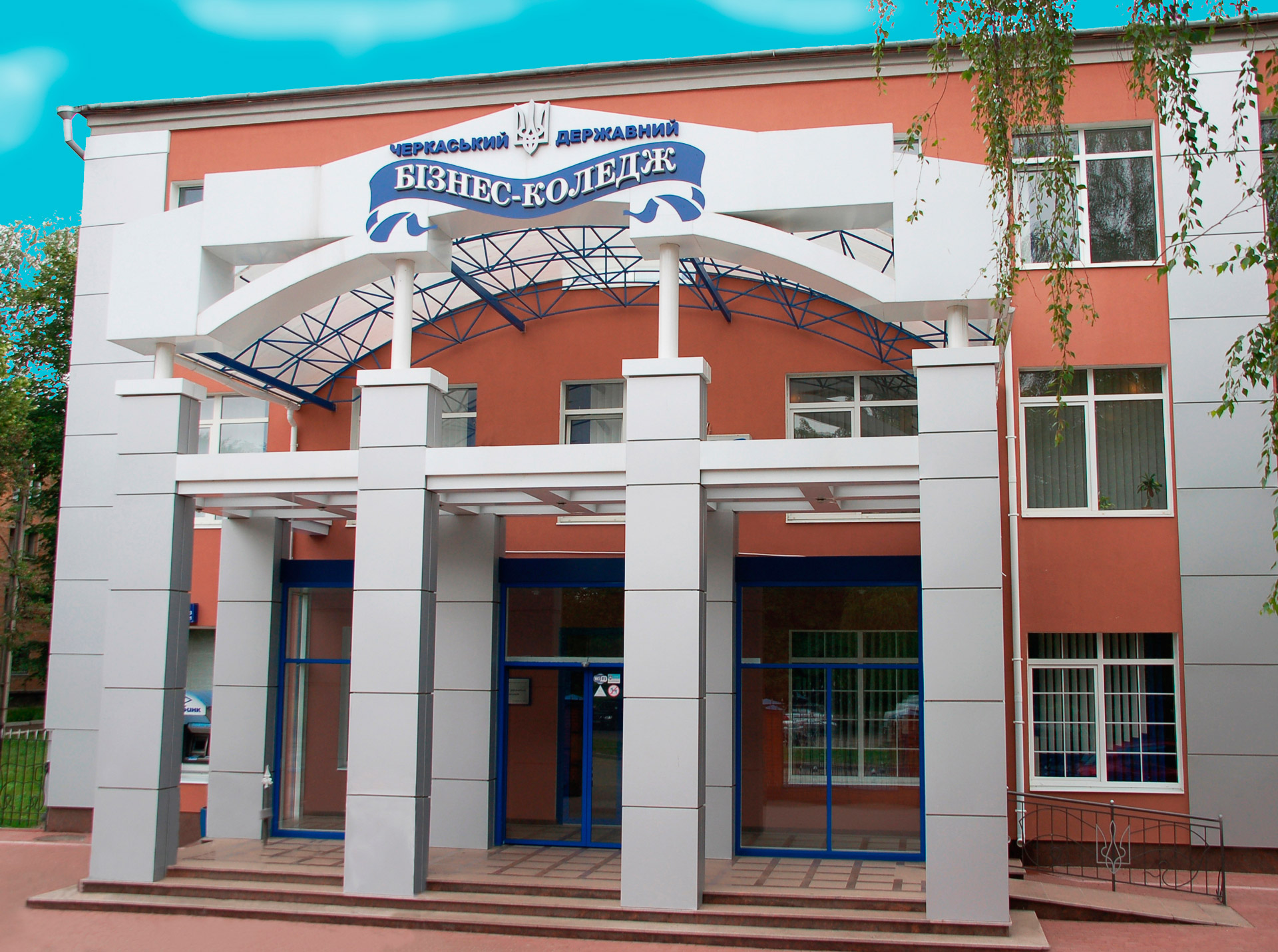
Черкаський державний бізнес-коледж

Олег Володимирович Куклін (18 січня 1961, Шяуляй, Литовська РСР) — український вчений-економіст, педагог та організатор освіти, громадський діяч. Професор, доктор економічних наук, кандидат педагогічних наук. Академік Академії економічних наук України. Заслужений працівник освіти України.
Директор Черкаського державного фахового бізнес-коледжу ( Черкаського державного бізнес-коледжу).

## Життєпис
У 1978 році закінчив середню школу №3 у місті Шяуляй в Литовській РСР зі срібною медаллю. Трудову діяльність розпочав у 17 років учнем фрезерувальника телевізійного заводу «Таурас» (Шяуляй).
У 1984 році закінчив Ризький політехнічний інститут (Ризький технічний університет, Латвійська РСР) та отримав кваліфікацію «Інженер-механік».
У 1996-1998 роках навчався в Академії економіки (Лейпціг, ФРН)  за спеціальністю «Економіка і управління освітою» та отримав кваліфікацію «Менеджер освіти».
У 2016 році пройшов двомісячне навчання за Програмою міжнародних візитерів-лідерів Державного департаменту США в університеті штату Флорида (Florida State University), США.
Науковий ступінь кандидата педагогічних наук отримав за дисертацію «Організаційно-педагогічні умови професійного навчання фахівців комерційного профілю (на матеріалі навчально-тренувальної фірми)» (науковий керівник — член-кореспондент Національної академії педагогічних наук України, Ольга Щербак), Інститут педагогіки та психології професійної освіти АПН України, Київ, 2001.
Науковий ступінь доктора економічних наук отримав за дисертацію «Трансформація інституту вищої освіти в умовах становлення економіки знань» (науковий консультант — професор Ірина Каленюк), ДВНЗ «Київський національний економічний університет імені Вадима Гетьмана», 2011.  
Присвоєно вчене звання доцента (2005) та професора кафедри економічної теорії та міжнародної економіки (2013).
Професор Вищої школи менеджменту інформаційних систем (ISMA University) Рига, Латвійська Республіка (2014).
Член редколегії міжнародного наукового журналу «Economics & Education» (із 2015, Латвійська Республіка).
Автор та співатор понад 170 наукових та науково-методичних праць, у тому числі 12 навчальних посібників та монографій. Першим в Україні увів до наукового обігу поняття «освітній ризик-менеджмент», «освітньо-науковий кластер», «технологія «Uniscrum» у вищій освіті», «траєкторія інтеграції штучного інтелекту в освітнє середовище».
За показниками рейтингу ІАС «Бібліометрика української науки» входить до першої п`ятірки найбільш цитованих науковців-економістів Черкаської області та  до ТОП-5 економістів України у галузі "Educational Administration".
Коло наукових інтересів: економіка освіти, підприємництво в освіті, організація вищої освіти в сучасних умовах, інституціональна теорія.
Після закінчення інституту працював майстром цеху централізованого ремонту  ВО «Азот», м.Черкаси. У 1985 році був переведений на посаду майстра виробничого навчання СПТУ №10 м.Черкаси. Згодом працював на посадах викладача, старшого майстра, заступника директора з навчально-виробничої роботи.
У 1990 році призначено директором середнього професійно-технічного училища №10 м.Черкаси, у 1991 році - директором вищого професійного училища №10 м.Черкаси, у 1997 році  - директором Черкаського модельного центру підготовки та перепідготовки фахівців, у 2000 році - в.о. директора Черкаського державного бізнес-коледжу. У 2001 році обрано трудовим колективом та призначено наказом Міністра освіти і науки України на посаду директора Черкаського державного бізнес-коледжу,  у лютому 2025 року - директором Черкаського державного фахового бізнес-коледжу. 
Провів чотири  реорганізації навчального закладу (1991,1997, 2000, 2024 роки), які перетворили його по суті на український заклад нового типу. 
Черкаський державний фаховий бізнес-коледж у січні 2025 року посів друге місце серед коледжів України за міжнародним рейтингом «The Webometrics Ranking of World Universities» (станом на січень 2025 року займає загальне 193 місце серед університетів (академій) України, у 2021 році вперше було включено до рейтингу на 263 місці), а за рейтингом "AD Scientific Index 2025"  зайняв перше місце серед коледжів та 180 місце серед українських університетів та наукових установ. У  міжнародному рейтингу National H-index Ranking посів загальне 216 місце та перше - серед коледжів України, зокрема у Scopus - 83 та у Google Scholar - 100 місце серед наукових установ та університетів України.  У рейтингу кращих  університетів України всесвітньої  пошукової системи «uniRank 2025» бізнес-коледж став 256 серед закладів вищої освіти та другим серед коледжів.        
За популярністю у соціальній мережі Facebook (національний рейтинг «Ukrainian Universities on Facebook») бізнес-коледж посідає перше місце серед коледжів та 45 загальне місце.      
За показниками залучення грантових ресурсів (понад 500 000 доларів США та 200 000 євро за останні 10 років) і участі студентів та працівників у програмі Європейського Союзу «Еразмус+» (59 персональних грантів з 2017 року), а також у різноманітних європейських та американських освітніх програмах, заклад з 2019 року залишається лідером серед коледжів, академій та інститутів України.       
У 2023 році бізнес-коледж удостоєно Почесної нагороди «Лідер інновацій в освіті» за підсумками участі в Міжнародній виставці "Інноватика в сучасній освіті".        
У 2024 році визнано лідером програми Державного департаменту США «Ініціатива місцевих коледжів» для українських студентів за кількістю отриманих грантів на річне навчання в коледжах США (7 грантів із 18, наданих Україні у 2022–2024 роках).       
Станом на 1 вересня 2024 року до занять приступили 1263 здобувачи освіти за вісімью спеціальностями ( для здобуття ступеня бакалавра, молодшого бакалавра, фахового молодшого бакалавра). Довоєнний показник (станом на 01.09.2021) - 1043 студенти.    
Куклін О.В. - учасник грантових програм Європейського Союзу «Еразмус+» (2017, 2019, 2021, 2024), Державного департаменту США за програмами «Симпозіум випускників у Вашингтоні» (2019) та «Програма міжнародних візитерів-лідерів» (2016), Агентства США з міжнародного розвитку (2015), Головного управління Профспілок польських учителів (2004), Уряду Канади (1995), Центру політичної освіти землі Нижня Саксонія, ФРН (1993). Керівник двох грантових проєктів Посольства США в Україні (2018, 2019 - 2020), стипендіат Програми «Трансформ» Федерального уряду Німеччини для України (1998).     
Перший невійськовий черкащанин, нагороджений державною нагородою - почесним званням "Заслужений працівник освіти України" під час російського вторгнення в Україну (вересень 2022).   
За заслуги перед Українським народом нагороджений Грамотою Верховної Ради України (грудень 2022). За відданість українській державності - Почесною Грамотою Української асоціації районних та обласних рад (грудень 2022). За налагодження міжнародної співпраці в умовах воєнного стану - Почесною грамотою Черкаської обласної військової адміністрації (липень 2023).  За сприяння розвитку профспілкового руху в умовах воєнного стану - почесним знаком Федерації професійних спілок України "За розвиток соціального партнерства" (серпень 2023). За сумлінне виконання службових обов’язків - Почесною грамотою  Міністерства освіти і науки України (грудень 2023). За особливі заслуги перед Черкащиною - Почесною грамотою Черкаської обласної державної адміністрації та обласної ради з врученням нагрудного знака (жовтень 2024).  
Нагороджений почесними знаками Міністерства освіти і науки України «Відмінник освіти України» (1996),  «Петро Могила» (2005), «За наукові та освітні досягнення» (2021) та Національної академії педагогічних наук України «Ушинський К.Д.» (2016), Університету банківської справи "За професійну майстерність" (2016), Федерації роботодавців України «За заслуги» (2020).
Член правління Федерації роботодавців Черкащини, з 2016 р. по теперішній час.
Член наглядової ради Агенції регіонального розвитку Черкаської області, з 2015 р. по теперішній час.
Депутат Черкаської міської ради, 2010-2014 рр.
Депутат та член Президії Черкаської обласної ради (голова постійної комісії з питань регламенту, місцевого самоврядування, забезпечення правопорядку та захисту прав людини), з 2020 р. по теперішній час.   
Єдиний керівник закладу вищої (фахової передвищої та професійної) освіти Черкащини , який був обраний депутатом обласної ради на місцевих виборах у 2020 році.